# Ilex delavayi
Ilex delavayi är en järneksväxtart som beskrevs av Adrien René Franchet. Ilex delavayi ingår i släktet järnekar, och familjen järneksväxter.

## Underarter
Arten delas in i följande underarter:
- I. d. comberiana
- I. d. exalata
- I. d. linearifolia
- I. d. muliensis